# Ced 122
Ced 122 (nota talvolta impropriamente col nome di Nebulosa di m Centauri) è una grande nebulosa a emissione visibile nella costellazione del Centauro.
Si individua nella parte meridionale della costellazione, al confine con la Mosca, attorno alla stella m Centauri, di quarta magnitudine; appare immersa nella scia luminosa della Via Lattea del sud in un suo tratto piuttosto luminoso e ricco di campi stellari. Le sue grandi dimensioni e la sua luminosità la rendono visibile, nelle notti più buie, anche attraverso un semplice binocolo, in cui appare come un leggero alone chiaro e diffuso. Un telescopio a grande campo può svelare altri dettagli, come le macchie scure che a tratti vi si sovrappongono; ingrandimenti eccessivi non consentono di avere una visione di insieme dell'oggetto, che appare molto esteso. Il periodo migliore per la sua osservazione nel cielo della sera ricade nei mesi compresi fra febbraio e luglio, ed esclusivamente dalle regioni dell'emisfero australe e da quelle boreali tropicali.
La stella centrale della nebulosa sembra apparentemente la gigante gialla m Centauri; tuttavia, questa stella si trova ad appena 79 parsec (257 anni luce) dal sistema solare ed è pertanto completamente slegata dalla nebulosa, la cui posizione, secondo le misurazioni, sarebbe all'interno del Braccio del Sagittario a una distanza di almeno 1750 parsec (5700 anni luce). La stella responsabile della ionizzazione dei gas della nube sarebbe, secondo alcuni studi, HD 116796, una stella blu, assieme ad altre due stelle di classe spettrale B situate nelle vicinanze.
La regione galattica in cui viene a trovarsi Ced 122 è la medesima della nube RCW 75 e dell'associazione Centaurus OB1, una brillante ed estesa associazione OB, entrambe poste alla distanza media di 2000 parsec dal sistema solare.